# Einhornia korobokkura
Einhornia korobokkura är en mossdjursart som först beskrevs av Nikulina 2006.  Einhornia korobokkura ingår i släktet Einhornia och familjen Electridae. Inga underarter finns listade i Catalogue of Life.